# Agostinho Vieira d'Areia
Agostinho Remédios de Bettencourt Vieira de Areia, cunoscut și sub numele de Vieira d'Areia, (n. 11 martie 1902, Lajes⁠(d), Azores (NUTS 1)⁠(d), Portugalia – d. 24 aprilie 1967, Lisabona, Portugalia) a fost un jurnalist, scriitor și traducător, asociat în principal cu editura Livros do Brasil. A semnat frecvent textele sale jurnalistice cu numele Remédios de Bettencourt, dar a publicat cea mai mare parte a operei sale literare, inclusiv traducerile, sub numele de A. Vieira d'Areia.

## Biografie
A fost fiul natural al lui Agostinho Vieira da Areia, proprietarul terenului pe care se află Ermida de Nossa Senhora dos Remédios, situată în Lajes, insula Terceira, și al Palmirei Bettencourt din Angra. După ce a absolvit studiile liceale la Angra do Heroísmo, s-a stabilit la Lisabona, unde și-a desfășurat întreaga activitate profesională. A fost nepotul politicianului și publicistului José Vieira da Areia.
A început să lucreze în redacția ziarului O Século, avansând până în postul de redactor-șef al secției de știri externe. A colaborat la mai multe periodice, în special în ziarele A Tarde și Acção și la revistele Renovação și Civilização.
S-a dedicat apoi realizării de traduceri și corectării traducerilor, pregătind pentru publicarea în limba portugheză a aproximativ 60 de opere literare străine, dintre care unele au fost prefațate și adnotate de el. În anii 1940 a coordonat o enciclopedie populară publicată de Agência Editorial Brasileira.
El a publicat mai multe lucrări istorice despre enigme celebre, în care a cercetat episoade „misterioase” din trecutul Europei, bazându-se pe surse publicate și pe transcrierea unor documente, rezumând faptele cunoscute și prezentând diverse explicații posibile. Temele tratate variază de la vrăjitorie, asocieri secrete și conspirații politice.

## Scrieri (selecție)
- A Profecia dos Papas (atribuída a S. Malaquias). Porto, 1944;
- Despojos de Uma Tragédia - Correspondência de Nietzsche (introdução biográfica). Porto, 1944;
- O Inferno de Dante - Adaptação em Prosa. Lisabona, 1945;
- Marco Polo. Lisabona, Agência Editorial Brasileira, 1945;
- Madame de Monstespan e a Magia Negra. Porto, Liv. Civilização Editora, 1947;
- O Processo dos Templários. Porto, Ed. Liv. Civilização, 1947;
- O Segredo de Meyerling. Porto, Liv. Civilização Editora.

## Legături externe
- Vieira d'Areia în Enciclopédia Açoriana